# Wiesen (Burgenland)

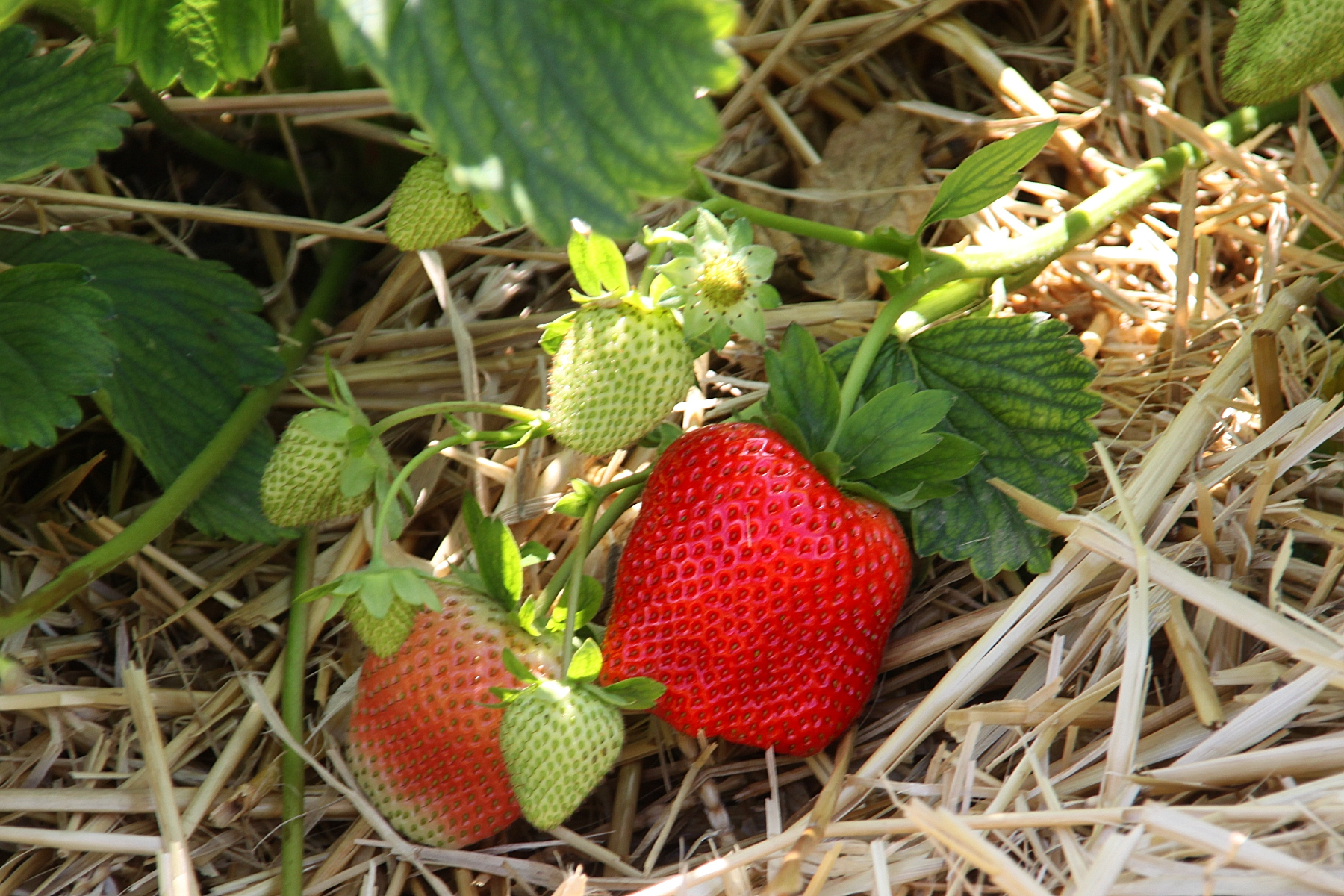
Wiesener Erdbeeren im unterschiedlichen Reifezustand. Die Erdbeere ist auch Bestandteil des Wappens.

Wiesen (ungarisch Rétfalu; kroatisch Bizmet, Bizma) ist eine Marktgemeinde mit 2792 Einwohnern (Stand 1. Jänner 2025) im Bezirk Mattersburg im Burgenland in Österreich.

## Geografie

### Geografische Lage
Wiesen liegt am Fuße des Rosaliengebirges zwischen Bad Sauerbrunn und Forchtenstein auf einer Höhe von 306 m ü. A. Im Gemeindegebiet befindet sich der Naturpark Rosalia-Kogelberg. Ortsteile sind Anger, Dorf, Graben und Wiesen Nord. Etwas außerhalb befinden sich die Ortsteile Keltenberg und Römersee, an denen die Gemeinde über Anteile verfügt und die Siedlung Sauerbrunn, die sich direkt angebaut an Bad Sauerbrunn befindet.

### Nachbargemeinden
| Katzelsdorf (Niederösterreich)   | Bad Sauerbrunn (Bez. Mattersburg, Bgld.)    | Pöttsching (Bez. Mattersburg, Bgld.)  |
| Lanzenkirchen (Niederösterreich) | Kompassrose, die auf Nachbargemeinden zeigt | Mattersburg (Bez. Mattersburg, Bgld.) |
|                                  | Forchtenstein (Bez. Mattersburg, Bgld.)     |                                       |

## Geschichte
Die ältesten archäologischen Funde, die auf die Anwesenheit von Menschen im Gebiet der heutigen Gemeinde schließen lassen, stammen aus der jungsteinzeitlichen Linearbandkeramischen Kultur. In den beiden Jahrhunderten vor Christi Geburt war das Gebiet Teil des keltischen Königreiches Noricum und gehörte zur Umgebung der keltischen Höhensiedlung Burg auf dem Schwarzenbacher Burgberg. Unter den Römern lag das heutige Wiesen dann in der Provinz Pannonia.
Erstmals urkundlich erwähnt wurde Wiesen im Jahr 1346 als Wysun in einem Güterteilungsvertrag der Grafen von Mattersdorf-Forchtenstein. Nach dem Aussterben dieser Adelsfamilie im Mannesstamm 1446 gingen ihre Besitzungen, und damit auch der Ort Wiesen, an die Habsburger, die die Herrschaft immer wieder verpfändeten. 1572 beschloss Kaiser Maximilian II. gegen eine von den Untertanen aufzubringenden Ablösesumme, die Grafschaft Forchtenstein nicht mehr zu verpfänden, sondern sie „immerwährend“ (de facto bis 1622) durch die Niederösterreichische Kammer verwalten zu lassen. Mitte des 16. Jahrhunderts wurde der Großteil der Wiesener Bevölkerung protestantisch, bis durch die Rekatholisierung gut hundert Jahre später wieder alle Wiesener Katholiken wurden. 1622 wurde die Grafschaft Forchtenstein und damit der Ort an die Familie Esterházy verpfändet, vier Jahre später wurde Nikolaus Esterházy in den erblichen Stand als Graf von Forchtenstein erhoben. In einem 1675 erstellten Urbar wurden in Wiesen 111 Häuser, 1 Schule, 1 Halterhaus und 2 Fischteiche ausgewiesen.
Wiederholt wurde der Ort durch Kriege in Mitleidenschaft gezogen; so etwa beim Bocskai-Aufstand 1604–1606, beim osmanischen Feldzug gegen Wien 1683, bei den Kuruzen-Aufständen bis 1708 oder den Napoleonischen Kriegen. Auch Seuchen forderten Opfer im Ort, so starben 1796 viele Bewohner an Pocken, 1805 fielen einer von Soldaten eingeschleppte ansteckende Krankheit (eventuell Cholera) 87 Menschen zum Opfer; Cholera-Epidemien gab es 1831/32 (44 Tote), 1836 (12 Tote), 1849 (84 Tote), 1872/73 (11 Tote); 1920/21 erlagen 93 Bewohner der Spanischen Grippe.
Am 16. September 1805 brannten bei einem Großbrand fast alle Bauernhäuser des Ortes mitsamt den Ernteerträgen nieder. Weitere große Brände ereigneten sich in den Jahren 1823, 1832, 1834, 1855, 1856 und 1865. Schließlich wurde 1890 ein Freiwilliger Feuerwehrverein gegründet und 1891 ein gemeindeeigener Löschteich angelegt.
Wegen seiner Nähe zu Wiener Neustadt konnten landwirtschaftliche Produkte in der Stadt verkauft werden, auch fanden Wiesener in den dort ansässigen Betrieben Arbeit. So zählte der Ort um 1800 bereits über 1000 Einwohner. Für weiteren Aufschwung sorgte die 1847 eröffnete Bahnlinie von Ödenburg (Sopron) nach Wiener Neustadt.
Ab 1853 wurde die Grundentlastung durchgeführt, die Bauern und Kleinhäusler konnten nun das volle Eigentumsrecht über ihre Gründe erlangen. Wald und Hutweide blieben in Gemeindeeigentum und wurden von der 1879 gegründeten (und heute noch bestehenden) Urbarialgemeinde zur gemeinsamen Nutzung übernommen.
Um das Jahr 1870 wurden die ersten Gartenerdbeeren im Ort angepflanzt, die hier Ananas genannt werden. Seit 1898 musste aufgrund der Magyarisierungspolitik der Regierung in Budapest der ungarische Ortsname Rétfalu verwendet werden. Der Volksschuldirektor Johann Fliegler (1899 magyarisiert auf Johann Földes) förderte den Ananasanbau und konnte 1912 die Gründung einer staatlichen Erdbeerversuchsanstalt erreichen, deren Leitung er auch übernahm. Die vom ungarischen Staat finanzierte und bis 1922 bestehende Einrichtung hatte den Auftrag, unterschiedliche Erdbeersorten zu erproben und zu akklimatisieren sowie Pflanzen an die Bevölkerung abzugeben. Der Erdbeeranbau erlangte so hohe wirtschaftliche Bedeutung im Ort.
Nach Ende des Ersten Weltkriegs erklärte Ungarn am 16. November 1918 seine Unabhängigkeit. Wiesen, das wie das gesamte Burgenland zu Ungarn (Deutsch-Westungarn) gehörte, war nun Grenzort zur neu ausgerufenen Republik Deutschösterreich und ungarische Grenzpolizei besetzte die Landesgrenze. In der wirtschaftlich schwierigen Zeit setzte ein reger Schmuggel von Lebensmitteln über die Grenze ein. Im Dezember 1919 erschossen die Grenzpolizisten einen Kriegsheimkehrer auf Schmuggelgang, worauf es im Ort zu einem Aufstand mit einem Feuergefecht zwischen Einheimischen und Grenzern kam. Es wurde ein Ausgehverbot verhängt und viele Dorfbewohner wurden von der Grenzpolizei verhört und teilweise misshandelt.
Nach zähen Verhandlungen wurde Deutsch-Westungarn in den Verträgen von St. Germain 1919 und Trianon 1920 Österreich zugesprochen und 1921 wurde Wiesen an Österreich angegliedert (siehe auch Geschichte des Burgenlandes).
Ab der Zeit der Weltwirtschaftskrise wurden von Land und Gemeinde die Infrastrukturprojekte im Straßenbau und der Bachregulierung zur Senkung der Arbeitslosigkeit durchgeführt. Nach dem „Anschluss“ an den NS-Staat wurden ehemalige politische Funktionäre von einer Gruppe Nationalsozialisten misshandelt. Während des Zweiten Weltkriegs mussten kriegsgefangene Franzosen, Serben und Russen in Land- und Forstwirtschaft Zwangsarbeit leisten. Am 12. April 1944 stürzte ein US-amerikanischer Bomber im Wald bei Wiesen ab, zwei Besatzungsmitglieder wurden vorübergehend im Ort eingesperrt. Als der Einmarsch der Roten Armee absehbar war, wurde im Herbst 1944 ein Volkssturm aufgeboten und Schützengräben rund um den Ort angelegt. Am 31. März und 1. April 1945 erreichten sowjetische Truppen und Panzer Wiesen, es kam jedoch zu keinen Kampfhandlungen; Im Ort für einige Tage anwesende Waffen-SS-Männer waren kurz davor überraschend abgezogen.
1976 wurde mit der Veranstaltung des ersten Jazzfests eine neue Tradition von internationalen Musikfestivals im Ort begründet, die mittlerweile bis zu 100.000 Besucher jährlich anziehen.
Seit 1997 ist Wiesen Marktgemeinde.

Wiesen und seine Umgebung um 1870–1880 (Aufnahmeblätter der Landesaufnahme)
Ortskern (oben rechts) und westliche Umgebung mit Forchtenstein
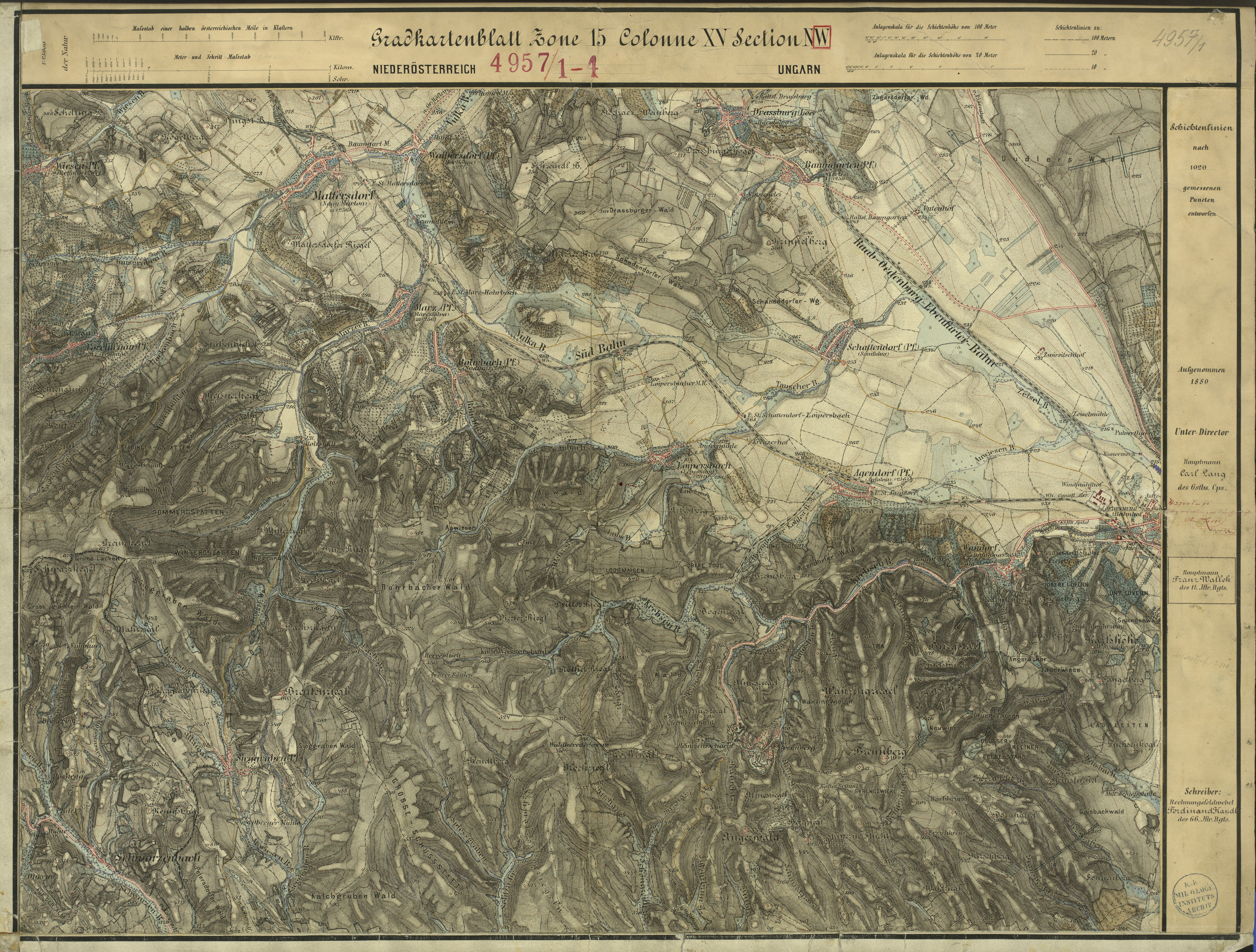
Wiesen und südöstliche Umgebung mit Mattersburg (oben links)
Nordöstliche Umgebung, mit Sigleß (unten links)
Im Nordwesten liegt Bad Sauerbrunn

## Kultur und Sehenswürdigkeiten
- Alte Pfarrkirche Wiesen beim Friedhof
- Neue Pfarrkirche Wiesen
- Wegkapelle hl. Johannes Nepomuk/Angerkapelle
- Pest-/Dreifaltigkeitssäule

### Regelmäßige Veranstaltungen
Seit 1976 finden auf dem im nördlichen Teil von Wiesen gelegenen Festivalgelände regelmäßige Veranstaltungen statt. Das charakteristische Festzelt, eine Stahlseilkonstruktion, bietet Platz für 4000 Besucher, ein Open-Air-Bereich für weitere 4000. Festivals wie Forestglade, Sunsplash, Two Days a Week, Spring Vibration, GrooveQuake oder das Urban Art Forms Festival bringen insgesamt über 100.000 Besucher in die Erdbeergemeinde. Das Jazzfest Wiesen findet jährlich im Juli statt.

## Politik

### Gemeinderat
Der Gemeinderat umfasst aufgrund der Einwohnerzahl insgesamt 23 Mitglieder.

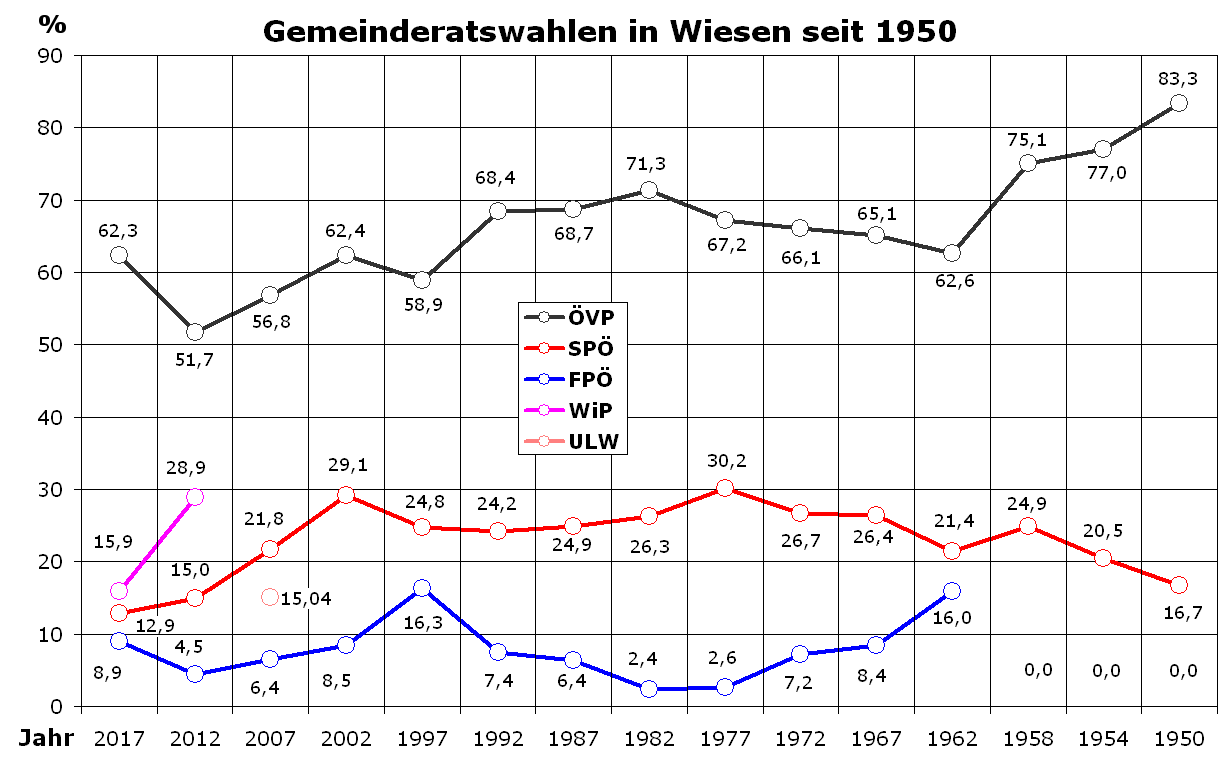
Gemeinderatswahlen in Wiesen seit 1950

| Partei          | 2022             | 2022             | 2022             | 2017             | 2017             | 2017             | 2012             | 2012             | 2012             | 2007             | 2007             | 2007             | 2002             | 2002             | 2002             | 1997             | 1997             | 1997             | 1992             | 1992             | 1992             | 1987             | 1987             | 1987             | 1982             | 1982             | 1982             |
| Partei          | Sti.             | %                | M.               | Sti.             | %                | M.               | Sti.             | %                | M.               | Sti.             | %                | M.               | Sti.             | %                | M.               | Sti.             | %                | M.               | Sti.             | %                | M.               | Sti.             | %                | M.               | Sti.             | %                | M.               |
| --------------- | ---------------- | ---------------- | ---------------- | ---------------- | ---------------- | ---------------- | ---------------- | ---------------- | ---------------- | ---------------- | ---------------- | ---------------- | ---------------- | ---------------- | ---------------- | ---------------- | ---------------- | ---------------- | ---------------- | ---------------- | ---------------- | ---------------- | ---------------- | ---------------- | ---------------- | ---------------- | ---------------- |
| ÖVP             | 968              | 57,93            | 14               | 1081             | 62,31            | 15               | 966              | 51,66            | 12               | 1049             | 56,76            | 14               | 1169             | 62,38            | 14               | 1025             | 58,94            | 14               | 1180             | 68,40            | 16               | 1231             | 68,70            | 16               | 1270             | 71,30            | 16               |
| WiPUG A3        | 411              | 24,60            | 5                | nicht kandidiert | nicht kandidiert | nicht kandidiert | nicht kandidiert | nicht kandidiert | nicht kandidiert | nicht kandidiert | nicht kandidiert | nicht kandidiert | nicht kandidiert | nicht kandidiert | nicht kandidiert | nicht kandidiert | nicht kandidiert | nicht kandidiert | nicht kandidiert | nicht kandidiert | nicht kandidiert | nicht kandidiert | nicht kandidiert | nicht kandidiert | nicht kandidiert | nicht kandidiert | nicht kandidiert |
| SPÖ             | 216              | 12,93            | 3                | 223              | 12,85            | 3                | 280              | 14,97            | 3                | 402              | 21,75            | 5                | 546              | 29,14            | 7                | 431              | 24,78            | 6                | 417              | 24,20            | 6                | 447              | 24,90            | 6                | 469              | 26,30            | 5                |
| FPÖ             | 76               | 4,55             | 1                | 155              | 8,93             | 2                | 84               | 4,49             | 1                | 119              | 6,44             | 1                | 159              | 8,48             | 2                | 283              | 16,27            | 3                | 127              | 7,40             | 1                | 115              | 6,41             | 1                | 43               | 2,41             | 0                |
| WiP A1          | nicht kandidiert | nicht kandidiert | nicht kandidiert | 276              | 15,91            | 3                | 540              | 28,88            | 7                | nicht kandidiert | nicht kandidiert | nicht kandidiert | nicht kandidiert | nicht kandidiert | nicht kandidiert | nicht kandidiert | nicht kandidiert | nicht kandidiert | nicht kandidiert | nicht kandidiert | nicht kandidiert | nicht kandidiert | nicht kandidiert | nicht kandidiert | nicht kandidiert | nicht kandidiert | nicht kandidiert |
| ULW A2          | nicht kandidiert | nicht kandidiert | nicht kandidiert | nicht kandidiert | nicht kandidiert | nicht kandidiert | nicht kandidiert | nicht kandidiert | nicht kandidiert | 278              | 15,04            | 3                | nicht kandidiert | nicht kandidiert | nicht kandidiert | nicht kandidiert | nicht kandidiert | nicht kandidiert | nicht kandidiert | nicht kandidiert | nicht kandidiert | nicht kandidiert | nicht kandidiert | nicht kandidiert | nicht kandidiert | nicht kandidiert | nicht kandidiert |
| Wahlberechtigte | 2526             | 2526             | 2526             | 2379             | 2379             | 2379             | 2469             | 2469             | 2469             | 2522             | 2522             | 2522             | 2472             | 2472             | 2472             | 2320             | 2320             | 2320             | 2118             | 2118             | 2118             | 1988             | 1988             | 1988             | 1917             | 1917             | 1917             |
| Wahlbeteiligung | 72,45 %          | 72,45 %          | 72,45 %          | 78,69 %          | 78,69 %          | 78,69 %          | 82,42 %          | 82,42 %          | 82,42 %          | 79,74 %          | 79,74 %          | 79,74 %          | 82,81 %          | 82,81 %          | 82,81 %          | 83,36 %          | 83,36 %          | 83,36 %          | 87,11 %          | 87,11 %          | 87,11 %          | 92,15 %          | 92,15 %          | 92,15 %          | 94,21 %          | 94,21 %          | 94,21 %          |

### Gemeindevorstand

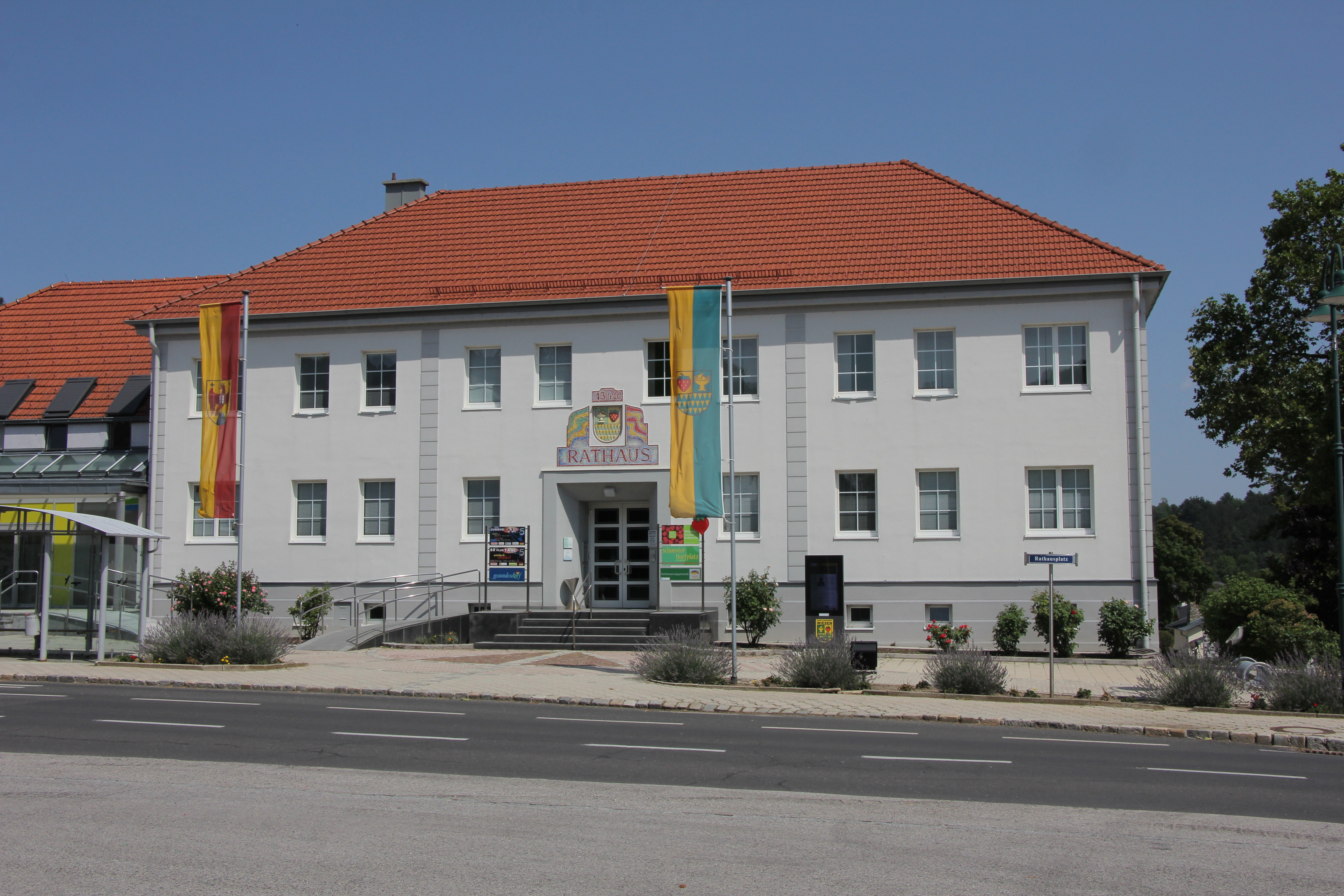
Das Rathaus von Wiesen nach dessen Renovierung 2012

[veraltet]Dem Gemeindevorstand gehören neben Bürgermeister Matthias Weghofer (ÖVP) und Vizebürgermeister Josef Habeler (ÖVP) die geschäftsführenden Gemeinderäte Juliane Bogner (WiPUG), Martin Müller (ÖVP), Christoph Ramhofer (ÖVP), Alois Robic (SPÖ) und Wolfgang Sieger (ÖVP) an.

### Bürgermeister
Bürgermeister ist seit 1991 Matthias Weghofer (ÖVP). Bei der Bürgermeisterdirektwahl 2017 gewann er im ersten Wahlgang mit 65,36 % der gültigen Stimmen gegen Dietmar Rath (WiP, 15,30 %), Alois Robic (SPÖ, 11,60 %) und Claudia Schweiger-Bollmann (FPÖ, 7,74 %).
Bei der Wahl 2022 verteidigte Matthias Weghofer sein Amt mit 57,09 Prozent der Stimmen im ersten Wahlgang. Vor  Juliane Bogner  mit 30,11 %  und Alois Robic mit 12,80 % der Stimmen.

#### Chronik der Bürgermeister
| von  | bis  | Bürgermeister      |
| ---- | ---- | ------------------ |
| 1891 | 1894 | Josef Tragl        |
| 1894 | 1898 | Johann Eckhart     |
| 1898 | 1900 | Karl Strümpf       |
| 1900 | 1901 | Josef Pauschenwein |
| 1901 | 1909 | Matthias Koch      |
| 1909 | 1915 | Karl Strümpf       |
| 1915 | 1918 | Matthias Koch      |
| 1918 | 1920 | Karl Schreiner     |
| 1920 | 1923 | Johann Strümpf     |

| von               | bis               | Bürgermeister         |
| ----------------- | ----------------- | --------------------- |
| 9. April 1923     | 22. März 1927     | Josef Schweiger       |
| 22. März 1927     | 14. Mai 1931      | Anton Koch            |
| 14. Mai 1931      | 12. August 1931   | Karl Knipfer          |
| 12. August 1931   | 3. September 1931 | Rudolf Jeidler        |
| 3. September 1931 | 9. April 1932     | Josef Kremser         |
| 9. April 1932     | 16. April 1932    | V-Bgm. Rudolf Jeidler |
| 16. April 1932    | 2. Juni 1933      | Johann Strümpf        |
| 2. Juni 1933      | 25. April 1934    | V-Bgm. Karl Strümpf   |
| 25. April 1934    | 11. Jänner 1935   | Rudolf Jeidler        |
| 14. Juli 1935     | 12. März 1938     | Karl Strümpf          |

| von              | bis              | Bürgermeister       |
| ---------------- | ---------------- | ------------------- |
| 12. März 1938    | 9. Mai 1939      | Johann Strümpf      |
| 9. Mai 1939      | 26. Oktober 1940 | Rudolf Schreiner    |
| 26. Oktober 1940 | 10. März 1943    | Karl Feurer         |
| 11. März 1943    | 31. März 1945    | Eduard Pauschenwein |

| von                 | bis                 | Bürgermeister     |
| ------------------- | ------------------- | ----------------- |
| 5. Mai 1945         | 21. Jänner 1957     | Johann Habeler    |
| 26. Jänner 1957     | 14. Dezember 1962   | Karl Pauschenwein |
| 14. Dezember 1962   | 18. November 1967   | Gustav Bogner     |
| 18. November 1967   | 31. Dezember 1990   | Johann Habeler    |
| seit 1. Jänner 1991 | seit 1. Jänner 1991 | Matthias Weghofer |

### Gemeindepartnerschaften
- Wittingen, Niedersachsen

### Wappen
|  | Blasonierung: „Im Schilde geteilt, oben gespalten von Grün und Gold eine goldene Obstschale, in Gold eine natürliche Erdbeere, unten gold und grün gespickelt.“ Die Obstschale weist auf die lange Tradition des Obstanbaus hin, die Erdbeere zeigt an, dass sich der Obstanbau in der letzten Zeit auf die Erdbeere konzentriert hat. Die Spickelung symbolisiert die Natur des Rosaliengebirges. Das Wappen wurde am 11. Februar 1981 verliehen. |

## Persönlichkeiten

### Söhne und Töchter der Gemeinde
- Johann Habeler (1895–1967), Baupolier und Politiker
- Otto Strobl (1927–2019), Komponist, Musikpädagoge, Dirigent und Organist
- Manfred Kremser (1950–2013), Ethnologe und Bewusstseinsforscher
- Johann Kriegler (1932–2021), Historiker, Pädagoge und Dialektologe

### Ehrenbürger der Gemeinde
Die Ehrenbürgerschaft ist die höchste Auszeichnung einer Person, die von der Gemeinde mit Gemeinderatsbeschluss vergeben wird.

#### Königreich Ungarn
- Gustav Degen (verliehen am 1. Oktober 1893) – Reichstagsabgeordneter
- Karl Kadnár (verliehen am 23. Dezember 1916) – stellvertretender Sektionschef der k.k. priv. Südbahn-Gesellschaft

#### I. Republik
- Rudolf Zoffmann (verliehen am 5. Juli 1923) – ehemalige Schuldirektor
- Josef Erdt (verliehen am 27. Juni 1927) – Dechant und Ortspfarrer
- Anton Schreiner (verliehen am 24. November 1929) – ehemaliger Landeshauptmann
- Michael Koch (verliehen am 24. November 1929; aberkannt am 5. April 1938) – Landesrat, Landtagspräsident und Mitglied des Bundesrates
- Otto von Habsburg-Lothringen (verliehen am 6. Mai 1934; aberkannt am 5. April 1938) – Kaisersohn im Exil
- Engelbert Dollfuß (verliehen am 6. Mai 1934; aberkannt am 5. April 1938) – Bundeskanzler
- Kurt Schuschnigg (verliehen am 16. September 1934) – Bundeskanzler
- Hans Sylvester (verliehen am 17. Dezember 1937; aberkannt am 5. April 1938) – Landeshauptmann
- Franz Strobl (verliehen am 17. Dezember 1937; aberkannt am 5. April 1938) – Landesrat
- Michael Berthold (verliehen am 17. Dezember 1937; aberkannt am 5. April 1938) – Landesrat

#### II. Republik
- Alois Seibert (verliehen am 22. Juli 1952) – Dechant und Ortspfarrer
- Johann Habeler (verliehen am 10. Februar 1957) – Landtagsabgeordneter
- Eugen Julius Strobl (verliehen am 19. April 1969) – Verdienste um den Bau der neuen Kirche
- Johann Habeler (verliehen am 29. November 1975) – Volksschuldirektor
- Karl Toder (verliehen am 29. November 1975) – Ortspfarrer seit 1954

## Bilderbogen von Wiesen

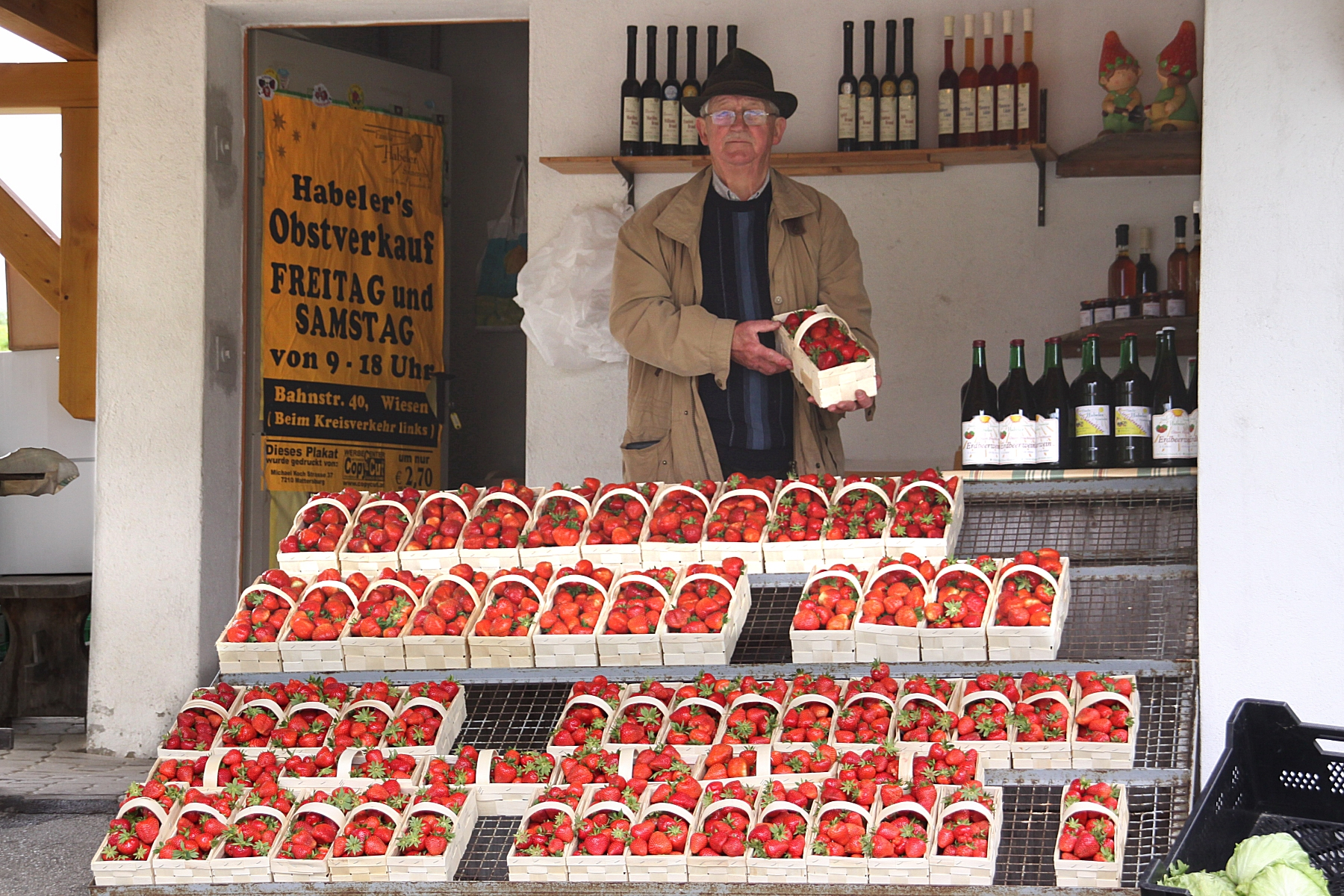
Wiesen ist weit über die Landesgrenzen als Erdbeerdorf bekannt. Im Juni werden sie auch im Straßenverkauf angeboten.
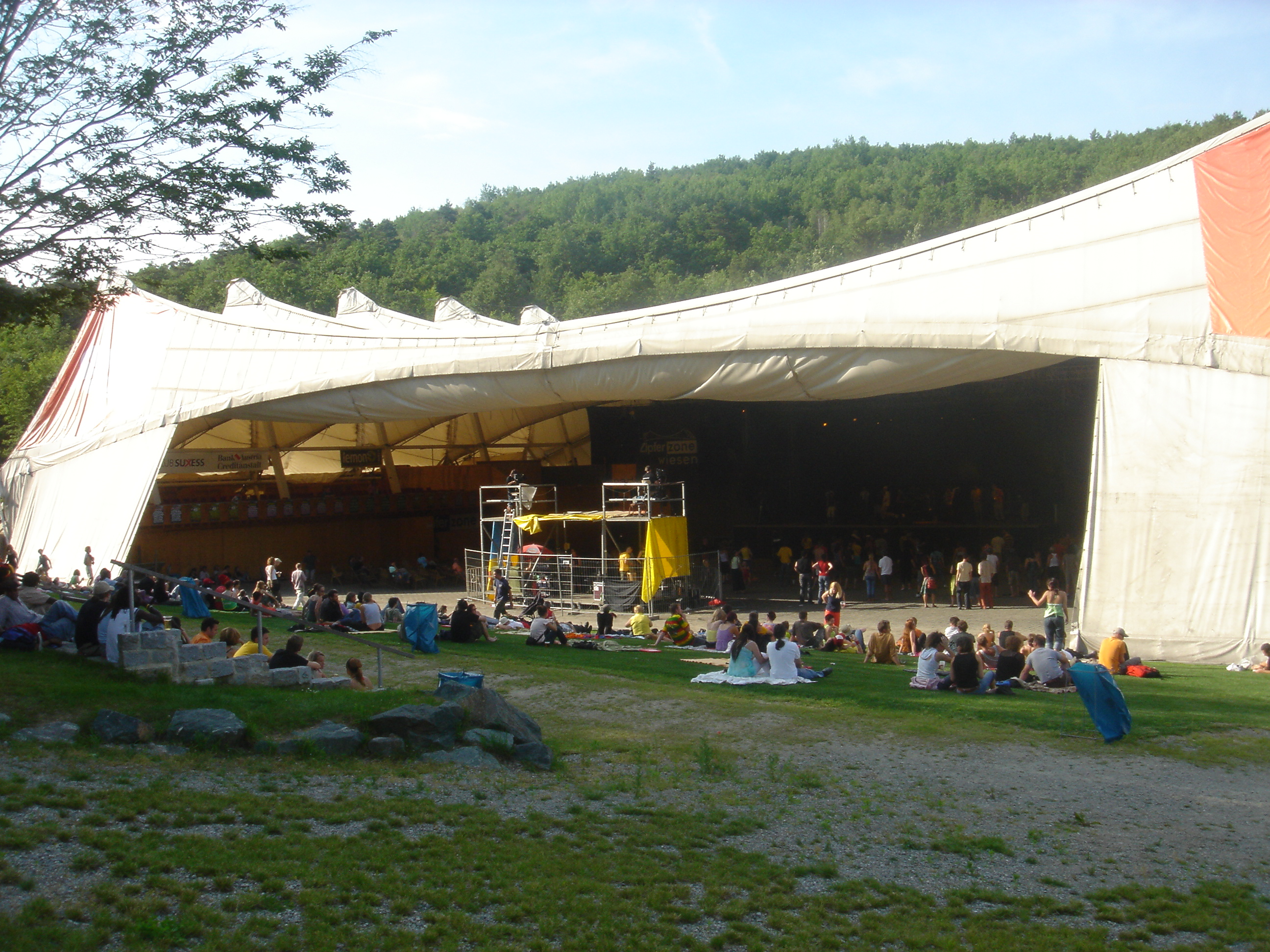
Das Festivalgelände von Wiesen
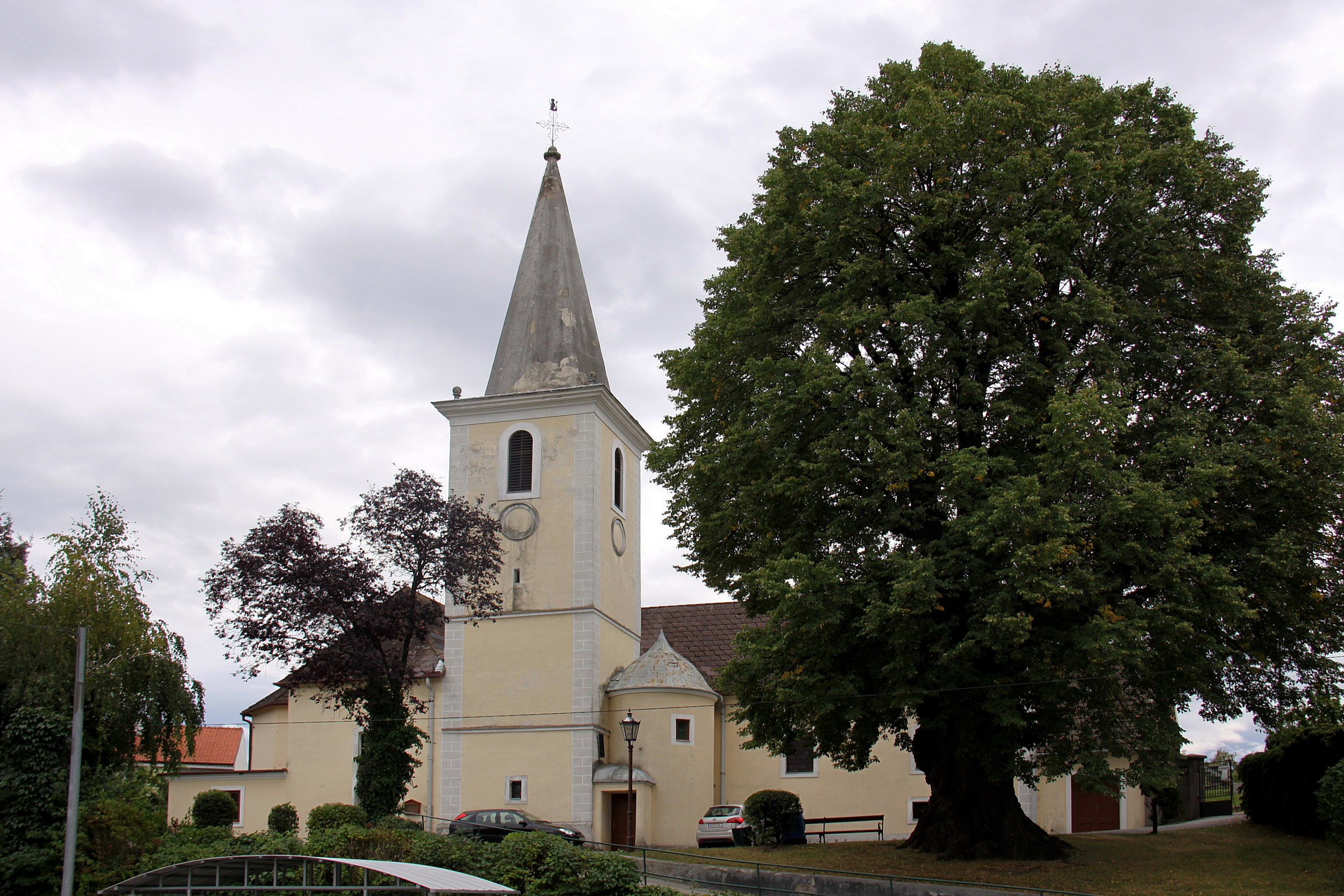
Ehemalige Pfarrkirche hl. Barbara
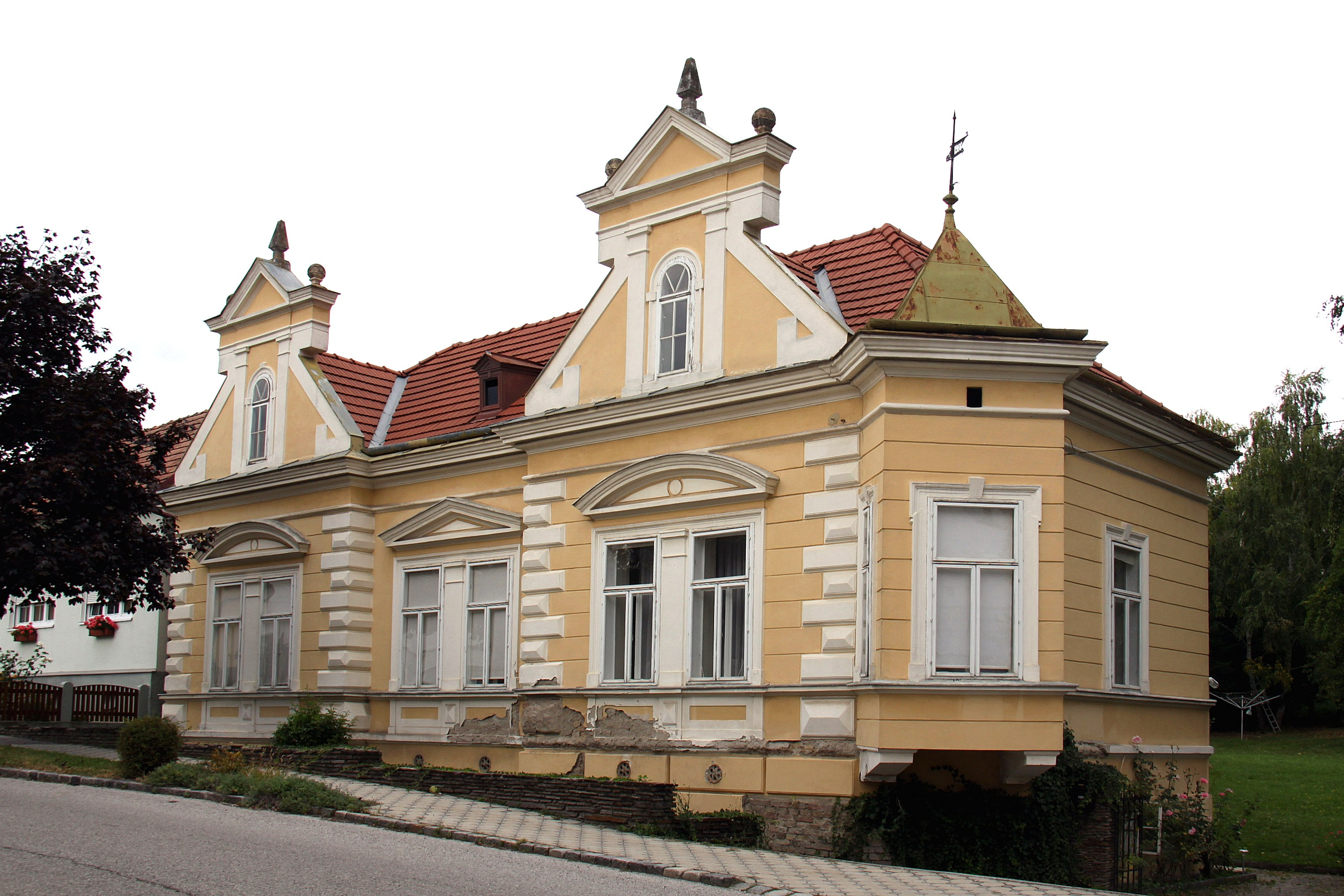
Denkmalgeschütztes Bürgerhaus
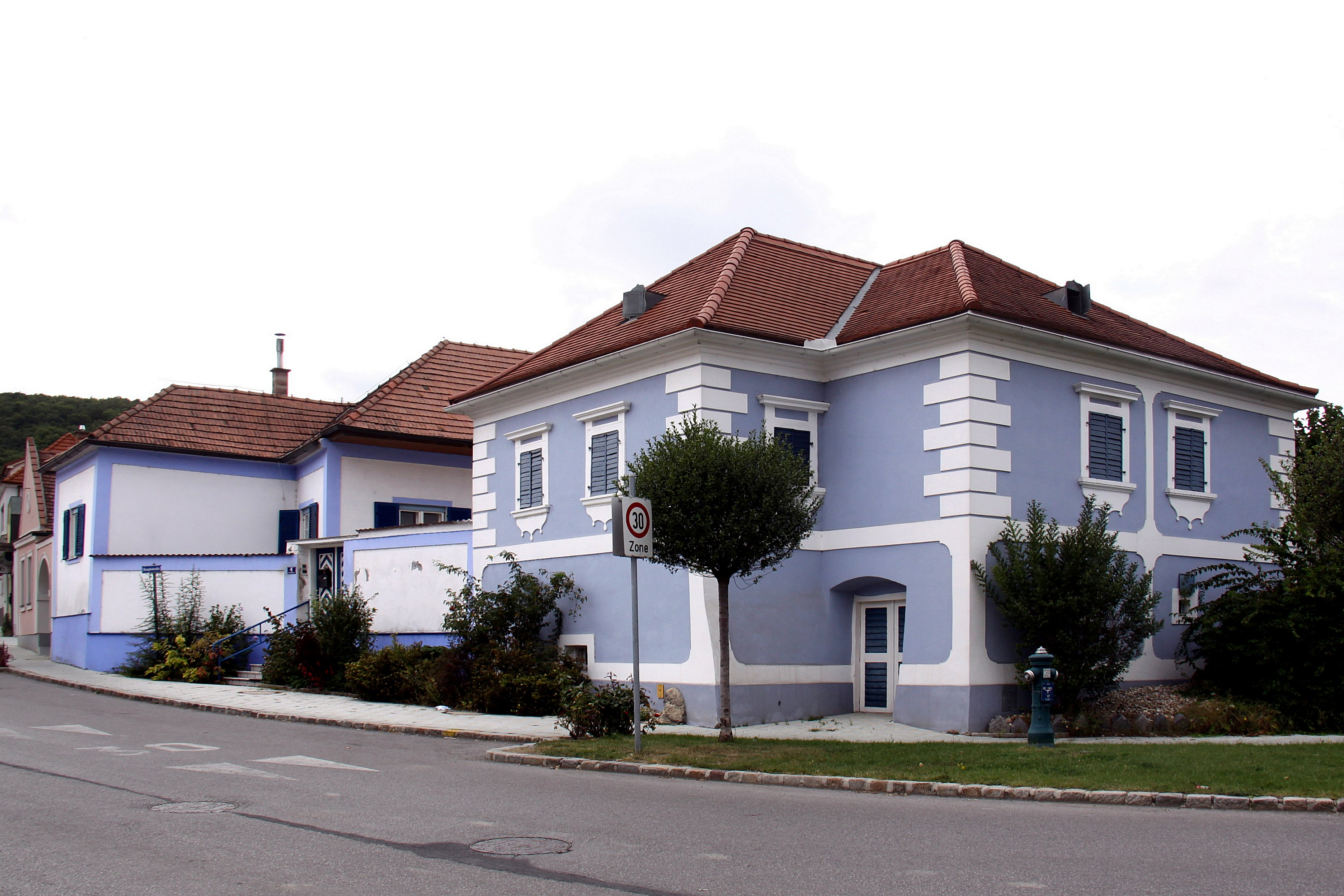
Denkmalgeschütztes Bürgerhaus
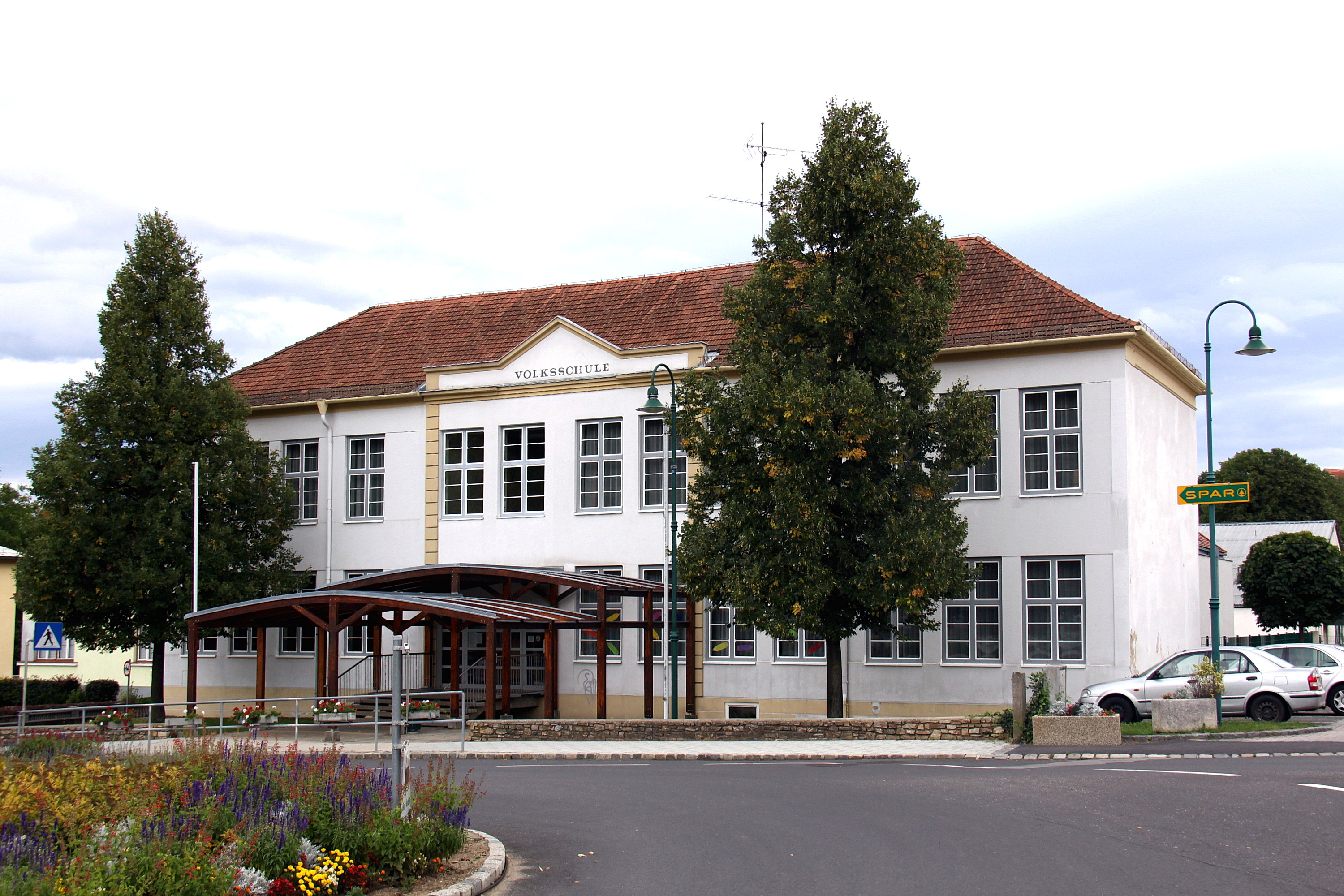
Volksschule Wiesen